# Golden State Misioneros

Los Angeles Misioneros es un equipo de fútbol de los Estados Unidos que juega en la USL Premier Development League, la cuarta liga de fútbol más importante del país.

## Historia
Fue fundado en el año 2006 en la ciudad de Los Ángeles, California con el nombre Los Angeles Storm tras haber adquirido los derechos del Springfield Storm y su primer entrenador fue Chris Volk.
Su primer partido fue un empate 1-1 ante el San Fernando Valley Quakes en una temporada en la que terminaron en quinto lugar de su división.
En el año 2008 cambian su nombre por el de Los Angeles Legends tras fusionarse con dos clubes juveniles, ganaron el primer partido de esa temporada 1-0 al Orange County Blue Star y clasificaron por primera vez a la US Open Cup, aunque fueron eliminados en primera ronda por el Christal Palace Baltimore de la USL Second Division.
Al año siguiente el club fue adquirido por los propietarios del Los Angeles Blues y su nombre lo cambiaron a Los Angeles Azul Legends y su nuevo logo lo mostraron al público en abril del 2010. Entre 2010 y 2011 cambiaron su nombre por el que tienen actualmente, el cual fue ratificado en enero del 2011.

## Estadios
- Citrus Stadium; Glendora, California (2006–2007)
- Cougar Stadium; Azusa, California (2008)
- Keegan Stadium en Bishop Mora Salesian High School; East Los Angeles, California (2009–2010)
- Ayala Stadium; Chino, California 1 juego (2009)
- Crenshaw High School Field; Crenshaw, California 4 juegos (2010–2011)
- Morningside High School Ground; Inglewood, California (2011)
- George Washington Carver Middle School; Los Ángeles, California (2012)
- California State University Field; San Bernardino, California (2013–)
- Glendale Sports Complex; Huntington Park-Glendora-Glendale, California (2014–)

## Presidentes
- Freddy Avellaneda (Administrador) (2011-)
- José Antonio Jiménez (2012-)
- Daniel Collazo (2014-)

## Entrenadores
- Chris Volk (2006–2007)
- Phil Wolf (2008)
- Brent Whitfield (2009)
- Salvador Moran (2010)
- Lloyd Kinnear (2010)
- Marlon Iván León (2011–2012)
- Ever Morataya (2012–)
- Cruz Hernández (2014–)

## Jugadores

### Jugadores destacados
| - Joe Barton - Tony Beltran - Alex Bengard - Kraig Chiles - Gabriel Farfan - Michael Farfan - Lance Friesz - Erlys García - Maxwell Griffin - Lester Moré - Kyle Nakazawa - Raul Palomares | - Davis Paul - Mike Randolph - Eders Roldan - Ross Schunk - Erasmo Solorzano - Brent Whitfield - Gerson Mayen - Víctor Sánchez - Edwin Miranda - Vincent Weijl - Mohammed Takiyudin - Jonathyn Lomeli |